# باشگاه فوتبال پاسوژ د فریرا
باشگاه فوتبال پاسوژ دِ فریرا (به پرتغالی: Futebol Clube Paços de Ferreira) (تلفظ پرتغالی:[ˈpasuʒ ðɨ fɨˈʁɐjɾɐ]) یک باشگاه فوتبال پرتغالی است که در شهر پاسوژ د فریرا از منطقه پورتو استقرار دارد. این باشگاه در سال ۱۹۵۰ میلادی تأسیس شد و هم اکنون در دسته برتر فوتبال پرتغال رقابت و بازی‌های خانگی خود را در ورزشگاه ماتا ریال با ۹٬۰۷۷ صندلی ظرفیت برگزار می‌کند که از سال ۱۹۷۳ میزبان این تیم است. رنگ‌های اصلی این باشگاه زرد و سبز است.
پاسوژ د فریرا از باشگاه‌های تاریخی در فوتبال پرتغال است که سابقه ۲۰ فصل حضور در دسته برتر این کشور را دارد. در دسته دوم فوتبال پرتغال (در حال حاضر به نام لیگا پرتغال ۲) چهار عنوان قهرمانی را از آن خود کرده‌اند و در سال ۲۰۰۷ برای اولین بار رقابت در لیگ اروپا را تجربه کردند. در فصل ۱۳–۲۰۱۲ از لیگ برتر با نشستن در خانه سوم جدول، سهمیه حضور در مرحله پلی‌آف لیگ قهرمانان اروپا ۱۴–۲۰۱۳ را به خود اختصاص دادند که در تاریخ این باشگاه بی سابقه بود. همچنین نایب قهرمانی در جام حذفی ۰۹–۲۰۰۸، سوپرجام پرتغال ۲۰۰۹ و جام اتحادیه پرتغال ۱۱–۲۰۱۰ را در کارنامه دارند.

## افتخارات
- یگ دسته دوم فوتبال پرتغال: ۹۱–۱۹۹۰، ۰۰–۱۹۹۹، ۰۵–۲۰۰۴
- لیگ دسته سوم فوتبال پرتغال: ۷۴–۱۹۷۳
- جام حذفی فوتبال پرتغال: نایب قهرمان ۰۹–۲۰۰۸
- لیگ کاپ پرتغال: نایب قهرمان ۱۱–۲۰۱۰
- سوپر جام فوتبال پرتغال: نایب قهرمان